# Козицкий, Сергей Александрович
Сергей Александрович Козицкий (укр. Сергій Олександрович Козицький; 7 октября 1883 года, Владимир-Волынский — 10 января 1941 года, Острог, УССР) — украинский композитор.

## Биография
В 1902 году окончил учительскую семинарию в местечке Холм (ныне город Хелм, Польша), продолжил образование в Москве в учительском институте, затем на кооперативных курса. Получив образование, вернулся на Украину и в 1917 году занял пост комиссара просвещения в Каменце-Подольском.
В 1921 году вернулся на родину, работал учителем. С 1922 по 1927 годы был депутатом Польского сейма от Блока национальных меньшинств. В 1924 году был одним из основателей партии «Селянский союз». В 1926 году поддержал создание объединения «Сельроб», после раскола возглавил его правое крыло. За время парламентской деятельность был фигурантом четырёх запросов судебных инстанций о снятии депутатской неприкосновенности. В 1928 году получил мандат сенатора, но в 1930 году был арестован и осуждён за антигосударственную деятельность на 1,5 года. После освобождение отошёл от политической деятельности.
В Остроге возглавлял общество «Просвита». Освободившись из заключения поселился в городе, стал дьяконом. Занимался сбором народного фольклора, писал музыку на народные мотивы. 10 января 1941 года скончался.